# 武装親衛隊
武装親衛隊（ぶそうしんえいたい、ドイツ語: Waffen-SS）は、国民社会主義ドイツ労働者党の親衛隊における武装組織である。

## 概要
アドルフ・ヒトラーが政権奪取後、国家唯一の兵器の保有・携帯を許される組織（Waffenträger der Nation）であるドイツ国防軍の反逆、あるいは国内の騒乱から自身及び党を守らせるために設けた、軍でもなく警察でもない、政治的に信頼できる親衛隊員から成るナチ党の武装組織である。つまり国家の軍隊ではなく、党もしくはヒトラー個人の私兵である。国防軍とは異なり基本的に志願兵制であったが、後の外国人義勇兵師団や囚人部隊、また初期からある師団でも兵員不足により、半ば強制的に入隊させられる場合もあった。
当初、入隊にあたってはヒトラーのゲルマン民族に対する優生思想やナチズムに基づき厳しい入隊基準が設けられ、ユダヤ人、ポーランド人などの非ドイツ系民族や容姿の劣る者は入隊をゆるされなかった。親衛隊指導者ハインリヒ・ヒムラーが述べたように、武装親衛隊第一の目標は、ユダヤ人や、ナチスのイデオロギー上劣っていると見做された人種との闘いであった。しかし、1940年以降からは当初の理念に反し外国籍のドイツ系兵士や外国人兵士が半分以上を占めるに至った。
戦後になると、武装親衛隊はホロコーストや虐殺などの戦争犯罪に携わった犯罪組織であると見なされるようになった。ニュルンベルク裁判においては武装親衛隊を含む全ての親衛隊組織は「犯罪組織」であると宣告された。

## 歴史

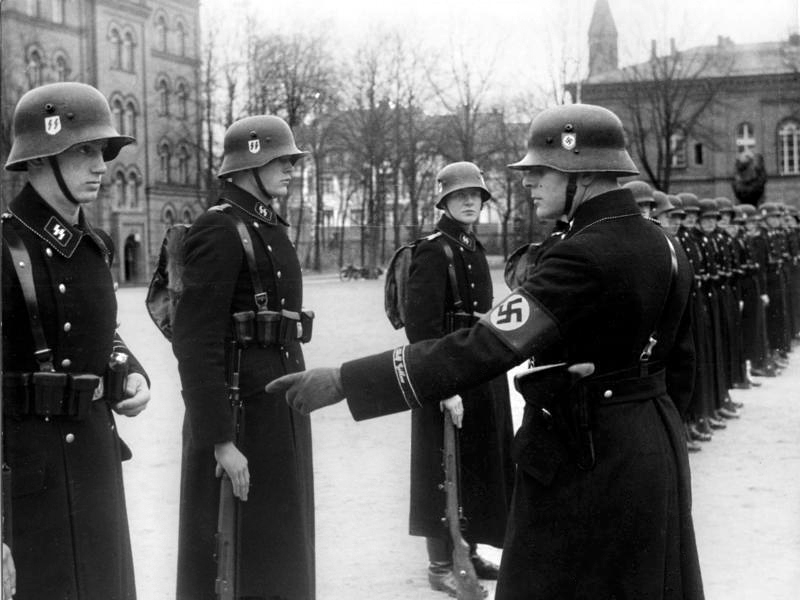
警衛任務の前に点検を受ける第1SS師団の兵士たち（1938年）

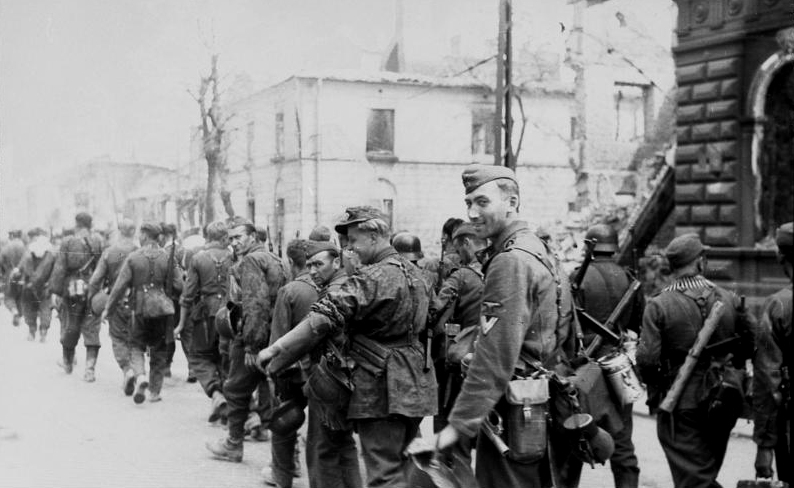
ワルシャワ蜂起鎮圧に向かう（1944年）

親衛隊の武装組織の発展は、1933年、ヨーゼフ・ディートリヒが指揮するヒトラー個人の警護部隊「第1SS装甲師団ライプシュタンダーテ・SS・アドルフ・ヒトラー」（Leibstandarte SS Adolf Hitler）に始まり、1934年にSS士官学校を設立（1937年にSSユンカー学校と改名）、1935年、パウル・ハウサーが「親衛隊特務部隊」の名称で部隊編制を許され、テオドール・アイケも強制収容所監視部隊のSS髑髏部隊から1939年にSS髑髏師団を編制する。しかし、「第二国軍」への伸張を憂慮する陸軍に配慮して1942年まで軍事予算ではなく、内務省の警察予算で賄われていた。軍事的な発言権を求める親衛隊全国指導者（親衛隊の長官にあたる）であるヒムラーは、第二次大戦開戦時で僅か三個連隊の親衛隊特務部隊をポーランド戦に出動させた。
フランスに大勝した後、1940年11月上旬に親衛隊の武装部隊は「親衛隊特務部隊」から公式に「武装親衛隊」の新しい統一名称の下、「パレードするだけのアスファルト兵士」から、実力を伴う「野戦部隊」として認知された。
1943年頃になると戦況が悪化し始め、現地の外国人が応募か徴兵され始めた。
武装親衛隊は特に東ヨーロッパにおける残虐行為に積極的に関わり、ニュルンベルク裁判において「犯罪組織」として断罪されている。そのため戦後、武装親衛隊退役者は国防軍退役者と異なり軍人年金支給等が拒絶されており、ドイツに留まった元武装親衛隊高官らを中心に近年まで「武装親衛隊はあくまでも軍人として行動したのであって、親衛隊とは無関係である」として軍人年金を要求する運動が行なわれていた。
国外から一見すると武装親衛隊の退役者は口をつぐんで、みだりに告白することを避けていることからすでに完全に消滅したものと思われている。しかし元来非常に政治的イデオロギーの強い組織であったため各退役者の政治への関心が強く、旧武装親衛隊員相互扶助協会（HIAG）などの団体が主宰する催しがドイツ中で行なわれていた。HIAGは1992年に解散したが、それまでは連邦憲法擁護庁によって監視団体の一つに指定されていた。

## 成立に関与した古参党員
武装親衛隊の成立には、ヒムラーの他、3人の古参党員がそれぞれに関わっていた。

### ゼップ・ディートリヒ

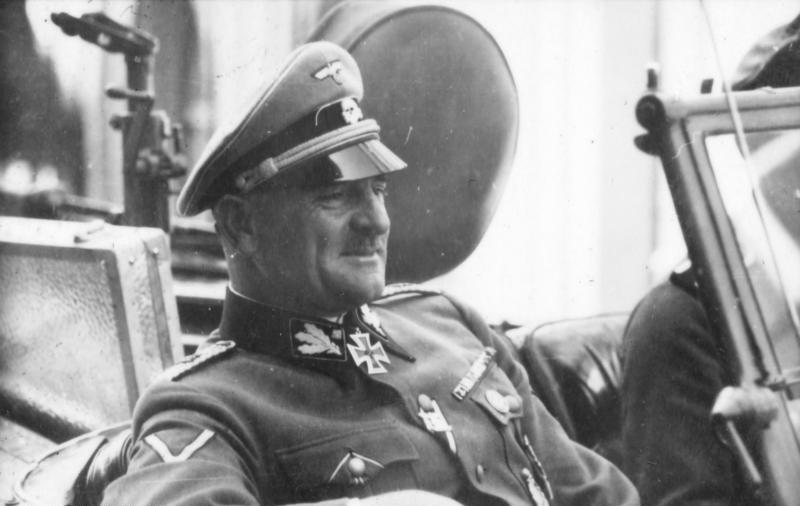
ゼップ・ディートリヒ（1940年）

ヒトラーは、政権獲得の1933年に、首相官邸に立哨する衛兵や外国の賓客を迎える儀仗兵部隊 (Stabswache Berlin、ベルリン幹部護衛隊) を編成せよと、“ゼップ”ヨーゼフ・ディートリヒ親衛隊中将に命じた。
選抜の条件は、政権獲得前から党員で、にわかナチスでなく、身長1.80m以上、年齢25歳以下、心身ともに健康で、政治的に信頼できる親衛隊員。同年3月17日に選抜された117名がベルリンに集められ、ヒトラーにのみ忠誠を誓う特別部隊として訓練が開始された (SS-Sonderkommando Berlin、ベルリンSS特務隊)。
この後、ヒトラーの立つところには、必ず黒色の制服を着た屈強な親衛隊員が見られるようになる。同年9月3日のナチ党大会にて同部隊は、Adolf-Hitler-Standarte （アドルフ・ヒトラー・シュタンダルテ）、 同年11月9日のミュンヘン一揆10周年記念式典で Leibstandarte Adolf Hitler （ライプシュタンダルテ・アドルフ・ヒトラー, 略号：LAH）、翌年1934年4月13日に最終的に Leibstandarte SS Adolf Hitler （ライプシュタンダルテ・SS・アドルフ・ヒトラー,略号：LSSAH）と命名され、ヒトラーの名を冠した別格の近衛部隊と広く認知される。このエリート部隊は総統官邸の衛兵 (Wachbataillon Berlin) から始まり、1939年に自動車化歩兵連隊となり、1942年SS装甲擲弾兵師団 LSSAHに格上げされ、1943年には武装親衛隊の中でも最強と言われる第1SS装甲師団 LSSAHへ発展する。連隊時代の LSSAH は、ラインラント進駐、オーストリア併合、ポーランド戦、フランス戦において自動車化された利点を発揮して目覚ましい働きを見せた。

#### 名称

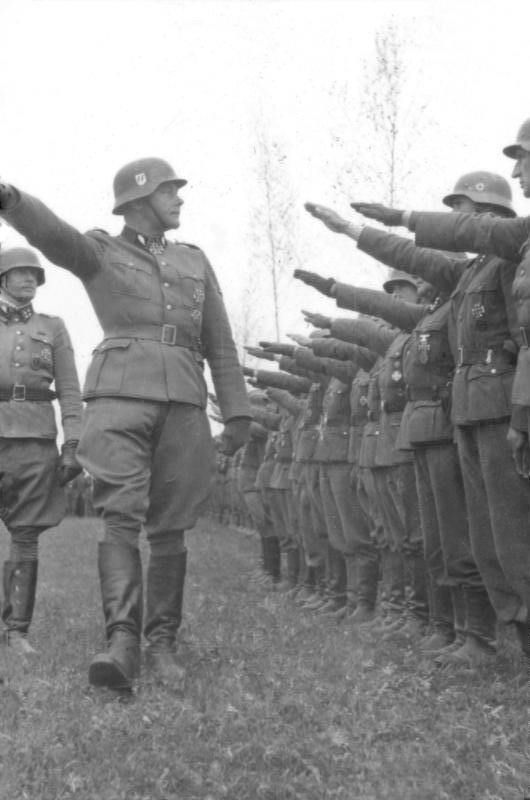
閲兵に応えてナチス式敬礼を行う第2SS装甲師団の隊員（右の隊列）

Leibstandarte の「Leib（ライプ）」とは身体、個人を意味する。用法としては「Leibarzt（ライプアルツト）」「Leibwache（ライプヴァッヘ）」などがあり、それぞれ「専属医師」「専属ボディーガード」と訳せ、対象となる人物から本当に身近な存在を意味する。「Standarte（シュタンダルテ）」はナチ党の編制単位である。例えば、SS-Standarte、SA-Standarte などと用いられる。連隊相当の兵力規模であるが、フランス語からの借用語である陸軍の用語「Regiment」を避けている。ドイツ語の持つこのあたりのニュアンスは薄れるが、敢えてLeibstandarte を訳せば、「ヒトラー個人のための連隊」となる。
Standarte は他に方形の小さな旗章を指す場合がある。このことから誤って「親衛旗」と訳される場合がある。旗章としてのシュタンダルテは、ナチ党大会で旗手が垂直に捧げ持つ70cm 四方の Deutschland erwache（ドイツよ、目覚めよ）と刺繍された赤い布地の旗章が代表的である。特徴は黄金の鷹が鉤十字を掴む造形が頭頂部に施されている。同様な旗章は突撃隊も保持する。違いは、銘板の色が親衛隊は黒色、突撃隊は赤色である。武装親衛隊の旗章については de:Truppenfahne が詳しい。

#### 警護部隊
ヒトラー個人を警護する部隊としては他に次のものが設けられた。
1. 総統警護隊 Führerbegleitkommando, FBK

（ヒトラーの身辺警護及びベルクホーフや各地の総統大本営などのヒトラーの移動に随行する部隊 1932年創設）
1. 国家保安局 Reichssicherheitsdienst, RSD

（刑事警察出身の親衛隊員から成る警護隊 1935年創設）
1. 総統護衛大隊（ドイツ語版） Führer-Begleit-Batallion, FBB

（陸軍の衛兵部隊として、大ドイツ師団の二個中隊を基幹に1939年創設、戦時中に総統擲弾兵大隊と改称、次いで旅団規模に拡充され、末期には師団となった）
ベルリンの総統官邸の警備は、Wachbataillon Berlin・RSD・FBK・FBBが出入口と区域を分担した。

### パウル・ハウサー

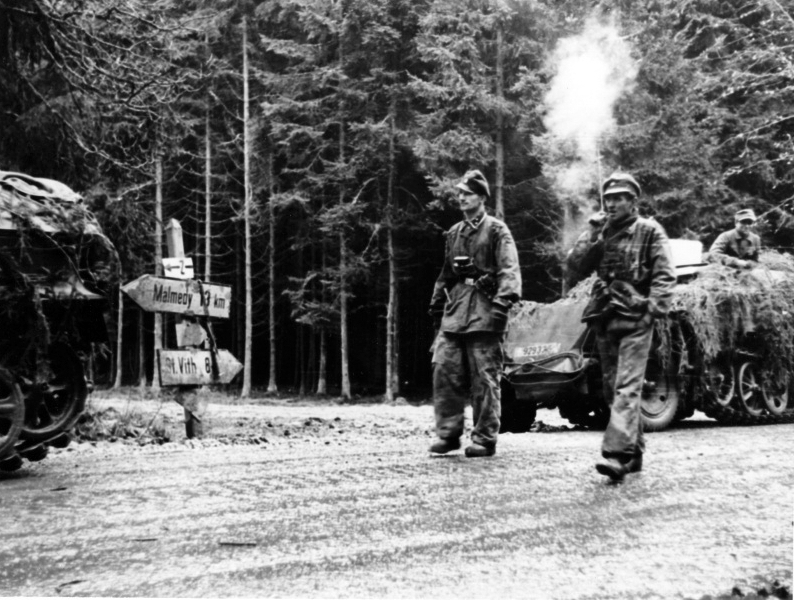
バルジの戦いの最中マルメディに向かうパイパー戦闘団の武装SS隊員（1944年12月）

1935年にヒトラーは、陸軍から独立した自由裁量で運用できる武装組織である親衛隊特務部隊の編成を陸軍に認めさせる。1936年に退役陸軍中将パウル・ハウサーが親衛隊特務部隊総監 (Inspekteur der SS-Verfügungstruppen) に任じられ、彼は指揮官不足を解消するために親衛隊独自の士官学校 (Junkerschule Bad Tölz) を設ける。
また、ナチ党政権への移行の政治的不安定な時期に対処できるように主要都市に設けられた党の治安部隊(Politische Bereitschaften) を整理、親衛隊特務部隊としてミュンヘンに ドイチュラント連隊 (SS-Standarte Deutschland)、ハンブルクにゲルマニア連隊 (SS-Standarte Germania) を編成した。1938年には併合されたオーストリアのウィーンからデァ・フューラー連隊 (SS-Standarte Der Führer) が加わる。
大戦とともにフランス国境防衛の予備軍として配置されたデァ・フューラー連隊を除く、親衛隊特務部隊はポーランド戦に出陣した。ポーランド戦後の1939年10月にこれら三個の親衛隊特務部隊が統合され、SS特務師団が編成され、フランス戦に活躍した。この師団から後にゲルマニア連隊が引き抜かれ、これを核に新しくヴィーキング師団が編制された。このようにSS特務師団は武装親衛隊の幹となって、次々と枝葉を広げたと自負している (Stammdivision der Waffen-SS)。自身も最終的には第2SS装甲師団 ダス・ライヒにまで発展した。

### テオドール・アイケ
政権獲得後に反体制派を収容する強制収容所が数多く建てられ、テオドール・アイケは、1933年に収容所監視するSS髑髏部隊（SS-Totenkopfverbände, 略号：SS-TV）を立ち上げる（Inspekteur der Konzentrationslager und Leiter der SS-Totenkopfverbände, 強制収容所総監兼SS髑髏部隊指揮官）。彼は、新天地を求め、SS髑髏部隊出身者から志願者を募り、SS髑髏師団を指揮し、フランス戦を皮切りに各地を転戦する。
彼は東部戦線のデミャンスク包囲戦で凄まじいまでの活躍を見せる。友軍から切り離され補給は空輸のみ、という状況にもかかわらずアイケと髑髏師団は僅か1個師団の戦力で度重なるソ連軍の攻撃を跳ね返してデミャンスクを見事守りきる事に成功する。アイケは柏葉付き騎士鉄十字章を、デミャンスク防衛に参加した全将兵がデミャンスク防衛章を与えられる。だが1943年2月にアイケは行方不明になった中隊を捜索中に乗機が撃墜され、戦死する。

### 警察師団
親衛隊員ではない一般警察官の秩序警察からも志願者が募られ、1939年9月18日警察師団 (Polizei-Division) が編成され、翌年のフランス戦に出撃した。警察師団の武装親衛隊への正式な編入は少し遅れて1942年のことである。
LSSAH、SS髑髏師団、SS特務師団はフランス戦の試練に耐えて、1940年に「武装親衛隊」という統一名称が与えられた。

## 志願兵制

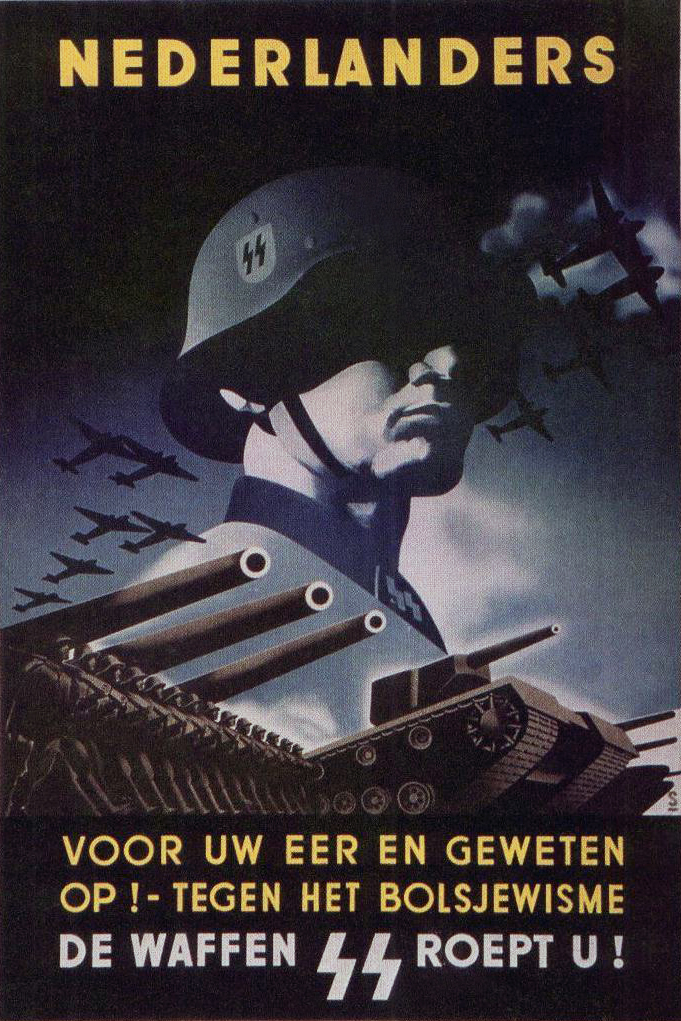
オランダ語の隊員募集ポスター　「オランダ人よ、君の名誉と良心のために立ち上がれ!―ボルシェヴィズムに対抗せよ　武装親衛隊は君を呼ぶ!」

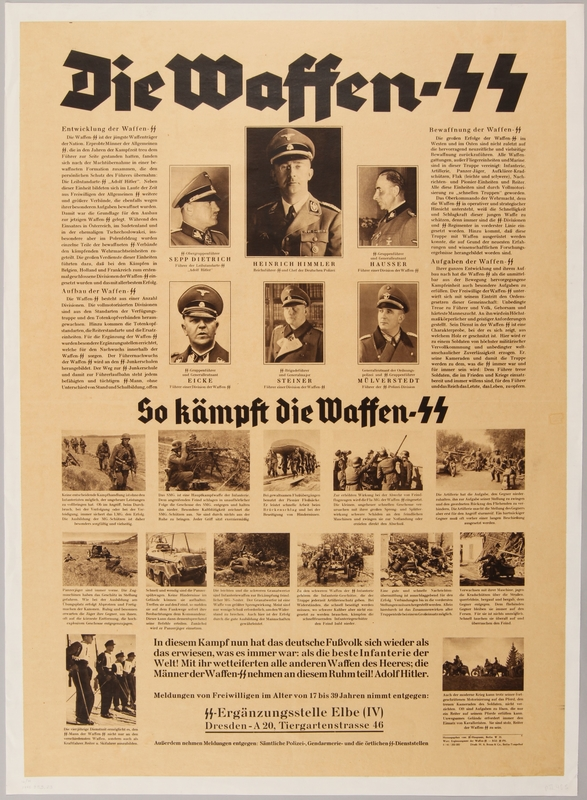
1941年の兵員募集ポスター

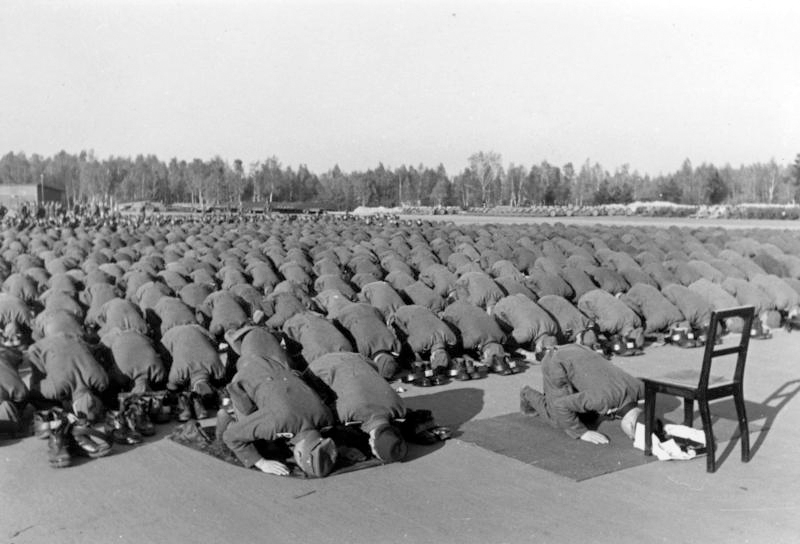
トルコ帽をかぶりイスラムの礼拝をする第13SS武装山岳師団の隊員

武装親衛隊は兵員の充足については苦労があった。義務兵役年齢に達した青年男子は居住する軍管区に登録され、一定の比率で陸、海、空の国防三軍に配分されるが、武装親衛隊には徴兵による補充はなく、完全志願制であったので、「満17歳になったら、武装親衛隊へ志願しよう !」のポスターで募集活動する必要があった。初期においては血統、体力や政治的な信条で入隊の可否を決めており、出身階層や学歴は考慮されていなかった。このため戦前に入隊したSS士官候補生のうち、実に4割が小学校レベルの学校教育しか受けていない者たちであった。
武装親衛隊の制服は体裁が良いと若者には評判で、また武装親衛隊の入隊期間が義務兵役年限に算入されるので、兵役負担を軽減するためにも武装親衛隊に志願する若者が多くいた。1999年にノーベル文学賞を受賞した作家ギュンター・グラスは2006年になって、1944年当時17歳で志願し第10SS装甲師団の戦車兵として本土防衛戦を戦ったと告白して、世間の耳目を集めた。
このような志願制度は、結果的には兵役対象者を武装親衛隊に奪われることになるため、しばしば国防軍陸軍の徴兵部門との軋轢を起こした。このため、親衛隊は血統基準などの条件を緩和し、ドイツ国籍保持者からの採用を減らして外国人からも広く薄く志願者を募るようした。また、身体的形質や出自および政治的思想などよりも人格・識見・教養などといった個人の内面的な資質を重視するようになった。それによって、問題を起こさないと見られる外国籍のドイツ系人をはじめ、ゲルマン系のオランダ人、デンマーク人、ベルギー人、ノルウェー人に始まり、非ゲルマン系のフランス人、スラブ人、さらにはイスラム教徒までも対象を拡大した。このような改革によって、90万人以上と言われる武装親衛隊の総兵力の60%は外国人部隊であった。
第12SS装甲師団 ヒトラーユーゲントは下級兵士の大半が未成年（少年兵）で、しかもこれが初陣であるにもかかわらず、カナダ軍の猛攻からカーンの町を2ヵ月以上死守し、一気にノルマンディーから内陸に侵攻する予定だった連合軍は、その計画を大きく修正する事を余儀なくされている。しかし、その一連の戦いで同師団は戦死者約4000名、戦傷病者約8000名、初代師団長が戦死、二代目も捕虜になるという大損害を被っている。武装親衛隊における1個師団の兵員数が通常1万4000名から1万6000名であり、その人数には各種の後方支援要員も含まれるということを考えると、部隊を構成する将兵のほとんどが最前線と後方とを問わず死傷するという凄まじいものであった。ハンス・ペーター・リヒターがユーゲント且つ従軍者のひとりで、3部作自叙伝の最終巻「若い兵士のとき」で当時の様子を綴っている。
また、ベルリンの戦いで最後まで国会議事堂に立て篭もって戦った部隊はノルトラント師団やフランス人の義勇兵達だった。最後まで戦い抜いた理由の一部は彼らが勇敢だったからだけではなく、ここで降伏しても故国に送還されて反逆者として処刑されるという絶望感もあったのではないかと思われる。実際外国人義勇兵の多くは戦後祖国で冷たく扱われ、裁判にかけられた。自由フランス軍に引き渡された義勇兵のように処刑された将兵も少なくない。

## 著名な武装親衛隊員
フェリックス・シュタイナー親衛隊特務部隊「ドイチュラント」連隊指揮官。親衛隊大将
クルト・マイヤーパンツァー・マイヤーの異名で知られる戦車部隊の指揮官。第12SS装甲師団指揮官。親衛隊少将。
ヴィルヘルム・モーンケ第1SS装甲師団指揮官。ベルリンの戦いで官庁街防衛司令官を務めた。親衛隊少将。
ヨアヒム・パイパー第1SS装甲師団隷下にあるパイパー戦闘団の指揮官。親衛隊大佐。
ヨハネス・ミューレンカンプ第5SS装甲師団「ヴィーキング」の戦車隊司令官。親衛隊大佐。
ミハエル・ヴィットマン第1SS装甲師団（後に第101SS重戦車大隊第2中隊長）所属の戦車兵。親衛隊大尉。
エルンスト・バルクマン第2SS装甲師団所属の戦車兵。親衛隊曹長。
エルンスト＝ギュンター・シェンク軍医。ヒトラーの内科主治医。親衛隊大佐。
アルトゥーレ・シルガイリスラトビア人義勇兵部隊指揮官。親衛隊上級大佐。
オットー・スコルツェニーコマンド部隊の指揮官。ベニート・ムッソリーニ救出などで活躍。親衛隊大佐。
ルドルフ・バンゲルスキスドイツへ亡命した白系ロシア人。ラトビア人義勇兵部隊指揮官。親衛隊中将。
ヘルマン・フェーゲラインエヴァ・ブラウンの義弟。第8SS騎兵師団長。親衛隊中将。
オスカール・ディルレヴァンガー囚人部隊ディルレヴァンガー旅団（後に第36SS武装擲弾兵師団として再編）の指揮官。親衛隊上級大佐。
ブロニスラフ・カミンスキー反共主義のロシア人、ベラルーシ人で構成されたカミンスキー旅団の指揮官。親衛隊少将。
ギュンター・グラスノーベル賞受賞作家。第10SS装甲師団所属の戦車兵であったことを2006年に告白し、ドイツ国内やポーランドにて強い批判を受けた。
ハインリヒ・ボーレオランダ系ドイツ人。武装親衛隊に志願し、オランダ人レジスタンス殺害に関与。2010年3月、ドイツの裁判所で終身刑の判決を言い渡された。高齢のため翌11年に保釈され、2013年死去。

## 戦争犯罪
ほぼすべての武装親衛隊だけでなく義勇師団を含む部隊は、ドイツ第三帝国の交戦国において様々な戦争犯罪に関与したと考えられている。数多くのスラブ人、ユダヤ人を虐殺したアインザッツグルッペンの構成人員の多くは武装親衛隊の兵士から成り立っていた。またオスカール・ディルレヴァンガー率いる第36SS武装擲弾兵師団やカミンスキー旅団などの非戦闘員の民間人に対して虐殺、略奪、婦女暴行などの蛮行を行った部隊も存在する。